# Oliver Zeidler
Oliver Zeidler, född 24 juli 1996 i Dachau, är en tysk roddare.

## Karriär
Vid olympiska sommarspelen 2020 i Tokyo slutade Zeidler på första plats i B-finalen i singelsculler, vilket var totalt sjunde plats i tävlingen.
I april 2024 vid EM i Szeged tog Zeidler sitt tredje EM-guld i singelsculler. Vid OS 2024 i Paris tog han guld i singelsculler.